# Södra Styrsholm
Södra Styrsholm är en ö nära Nötö i Nagu,  Finland. Den ligger i Skärgårdshavet i Pargas stad i den ekonomiska regionen  Åboland i landskapet Egentliga Finland, i den sydvästra delen av landet. Ön ligger omkring 8 kilometer öster om Nötö, 29 kilometer söder om Nagu kyrka, 61 kilometer söder om Åbo och omkring 170 kilometer väster om Helsingfors. Närmaste allmänna förbindelse är förbindelsebryggan vid Kopparholm som trafikeras av M/S Nordep.
Öns area är 20,5 hektar och dess största längd är 0,9 kilometer i sydväst-nordöstlig riktning. Ön höjer sig omkring 15 meter över havsytan.